# Лондонски университет „Кралица Мери“
Лондонският университет „Куин Мери“ (на английски: Queen Mary University of London, QMUL) е съставляващ колеж на Лондонския университет, с история, датираща от 1785 г.

## Общо описание
Университетът „Куин Мери“ се състои от 4 бивши колежа – колеж „Куин Мери“, Медицинския колеж „Св. Вартоломей“ и Лондонския медицински колеж, а откакто става част от сдружението на Лондонския университет през 1915, той се нарежда сред най-големите колежи в Лондон, предлагайки специалности в 21 различни академични области.
Курсовете по Английски език, История, Лингвистика и особено тези по Право, Медицина и Стоматология, са на много високо ниво, нареждащо ги на 3-то място в националните академични таблици.
Колежът е член на сдружението „Големите 5“ на елитните британски университети, Групата на университетите (създадена през 1994 г.), Асоциацията на университетите на Общността на нациите, Асоциацията на европейските университети и др.
Университетът е институция, която се конкурира с колежи за обучение и изследвания в обществените науки. Queen Mary заема трето място за научни изследвания сред другите университети от сдружението на Лондонските университети.

## Прием и класиране
Кандидатства се чрез единната британска система UCAS. За учениците с българска диплома се изисква успешно издържан тест по TOEFL или IELTS. Най-важно за приема е мотивационното писмо, което трябва убедително да представи причините, поради които кандидат-студентът желае да продължи образованието си именно в този университет. Тъй като то се изпраща едновременно до 5 университета, специалностите трябва да са подобни. Друга важна част от процеса по кандидатстване заема препоръката от преподавател, която изтъква най-добрите качества и най-ценните постижения на ученика.
Таксата за бакалаври, които са жители на Великобритания или държава от Европейския съюз е £3290 на година, докато таксата за студенти от трети страни варира от £10 250 до £15 810 на година.

## Общежития
Университетът предлага различни възможности за настаняване, като повечето от тях се намират в главния кампус само на няколко минути от факултетите по различните специалности. Това е едно от основните предимства пред повечето Лондонски университети, понеже на студентите няма да им се налага да отделят голяма част от времето си за пътуване, за да стигнат до мястото, на което се провеждат лекциите. От друга страна, благоприятното местоположение на „Куин Мери“ осигурява лесен достъп до бурния живот в Лондон.
Цените за настаняването в университета варират в зависимост от изгледа, размерите на стаята, наличието на собствена баня и тоалетна и от други допълнителни желания на студента.

## Видни личности
Възпитаници
- Джефри Робъртсън, адвокат, виден правозащитник, удостоен с почетната титла QC (Кралски адвокат)
- Питър Хейн, бивш британски министър на труда и пенсиите; секретар за Северна Ирландия
- Робърт Уотсън, шотландски физик; изобретател на радара
- Майкъл Джеймс Дъф, физик, един от основателите на Теорията на струните
- Питър Мансфийлд, носител на Нобелова награда за физиология или медицина
- Робърт Уинстън, пионер в пренаталната генетична диагностика
- Аласдър Макинтайър, философ
- Рут Проуър Джабвала, сценарист и писател
- Сара Уотърс, писател
- Джеймс Балард, известен британски писател
- Джейн Хил, новинар в Би Би Си
- Бил О'Райли, американски телевизионен коментатор
- Ромола Сейди Гарай, британска актриса
- Греъм Чапман, британски комик, един от шестимата членове и съсценаристи на „Монти Пайтън“
- Джули Гарднър, продуцент

Нобелисти
- Роналд Рос, шотландски лекар, Нобелов лауреат през 1902 г.[2]
- Едгар Ейдриън, английски физиолог, Нобелов лауреат през 1932 г. за работата си върху физиологията на невроните.[3]
- Джон Вейн, английски биохимик, Нобелов лауреат за физиология или медицина за 1982 г.
- Юзеф Ротблат, английски физик, носител на Нобелова награда за мир за 1995 г.[4]
- Питър Мансфийлд, Нобелов лауреат през 2003 г. за открития, довели до разработката на магнитно-резонансната томография[5]